# Khên
Le khên ou khene (en thaï : แคน , en lao : ແຄນ) est un orgue à bouche d'Asie du Sud-Est, instrument polyphonique important dans l'histoire de la musique. Aujourd'hui associé aux Laos du Laos et du Nord-Est de la Thaïlande (Isan), ce style d'instrument date de l'âge du bronze.
Il est appelé aussi mbuat ou ploy par les Mnongs et Phnongs au Viêt Nam et au Cambodge, où il comporte six tuyaux de jeu. Les Chinois adoptèrent les orgues à bouche très tôt, et le désormais désuet Yu a dû être similaire dans sa conception au khên des temps modernes. Les Chinois de nos jours l'appellent sheng et les Japonais shô.

## Facture
Les tuyaux en chaumes de bambou sont connectés par un réservoir en bois dans lequel l'air est insufflé. 
La principale caractéristique du khên est son anche libre en cuivre. Ceci le rapproche des instruments occidentaux à anche libre tels l'harmonium, le concertina, l'accordéon et le bandonéon, développés au début du XIXe siècle.

## Jeu
Le khên exploite une gamme pentatonique dans l'un des deux modes possibles (thang sun et thang yao), chacun comportant trois tonalités distinctes. Il est employé en tant que soliste, au sein d’un orchestre, ou comme instrument d'accompagnement (mor lam).
En Thaïlande, l'un des virtuoses du khên est le virtuose aveugle Sombat Simla qui joue notamment dans le style mor lam. Par ailleurs, le khên a suscité l'intérêt de musiciens occidentaux, comme par exemple l'Américain Christopher Adler, professeur à l'université de San Diego, qui a également composé pour cet instrument. 
Sur le khên, la même échelle diatonique à sept notes est la même que celle utilisée en Occident : DO-RE-MI-FA-SOL-LA-SI.

## Dans la littérature
Dans ses articles Boris Vian orthographie cet instrument « khon » : « Khon : Instrument de la famille des orgues à bouche, le khon est apparu il y a fort longtemps en Extrême Orient. Le premier khon connu date du VIe siècle. Est-ce à dire qu’il n’y avait pas de khons avant cette époque ? Rassurez-vous, il y en avait, bien sûr… les khons sont éternels. » (En avant la zizique).

### Vidéographie
- Lao Khaen Master Somdee playing Lam Sarawan (démonstration (filmée) donné à un étudiant ;  National Library à Vientiane au Laos)
- Lompat phai by master Daeng toy
- Lao Khaen Master Lung Kong playing Lam Sipandorn
- Les Sons du Monde : Orgues à Bouche
- khaen Lao ສຽງແຄນ
- Mor Lam Wanna: Lam Sipandorn (avec chant)
- Bia - young khaen player from Maha Sarakham